# Mercedes-Benz SL-класс
Mercedes-Benz SL (от нем. Sport Leicht — «спортивный лёгкий») — серия лёгких спортивных родстеров люкс-класса немецкой автомобильной марки Mercedes-Benz, выпускающихся с 1954 года. Идея создания принадлежит Максу Хоффману, импортёру люксовых европейских автомобилей в США 1950-х годов, который оценил возможности продаж модели с учётом наличия состоятельных любителей автомобилей класса Gran Turismo на быстро развивающемся послевоенном американском рынке, который и по сей день остаётся основным рынком сбыта для SL-класса.
Обозначение «SL» впервые было применено к модели Mercedes-Benz 300 SL, которую часто именуют «Gullwing» из-за её дверей, схожих с крыльями чайки.
В настоящее время SL-класс насчитывает шесть поколений автомобилей в многочисленных конфигурациях двигателей, в том числе и высокопроизводительные модификации от подразделения Mercedes-AMG.
C 2021 года SL-класс стал выпускаться исключительно поздразделением Mercedes-AMG и был переименован в Mercedes-AMG SL.

## Описание
Кузов автомобиля — двухдверное купе или купе-кабриолет (ранее — классический родстер) со складным тентовым или съёмным жёстким верхом. В автомобильной классификации автомобили Mercedes-Benz SL стоят особняком: от суперкаров их отличает меньшая ориентация на автоспорт и больший комфорт (хотя по динамическим характеристикам их можно причислить к суперкарам), от автомобилей класса Гран Туризмо — компактность, недостаточная вместимость салона и багажного отсека. На автомобили серии SL, как правило, ставят самые мощные двигатели марки. Цены варьируются в достаточно широком диапазоне, но сопоставимы с верхним диапазоном цен Гран Туризмо и стоимостью суперкаров.

## История

### Первые SL – W198 и R121 (1954–1963)

#### W198
Ещё не успевший восстановить свою, разрушенную во Вторую мировую войну инфраструктуру, концерн Mercedes-Benz начал активно участвовать в гоночных соревнованиях, таких как 24 часа Ле-Мана, Милле Милья и других. История успеха SL-класса начинается с гоночной модели 300SL (W194) и блестящей победы на престижных международных гонках 1952 года, что послужило поводом для создания моделей 300SL Gullwing (W198 I, в продаже с 1954 г.) и 190SL (W121, с 1955 г.). С появлением в 1954 году более мощного Mercedes-Benz W196 на автомобиле W194 была бы поставлена точка, если бы не одно событие. В 1953 году официальный импортёр автомобилей Mercedes-Benz в США Максимилиан Хоффман (англ. Maximilian E. Hoffman) попросил создать дорожную версию гоночного автомобиля W194 и год спустя автомобиль был готов. Машина получила обозначение Mercedes-Benz 300 SL и стала сенсацией и символом 1950-х. Ни легкий спортивный кузов, ни мощный трёхлитровый двигатель не имели столь сильного эффекта как уникальные двери в форме крыла чайки. В 1958 году купе переработали в открытый родстер, который оказался не менее популярным.
Производство автомобиля было завершено в 1963 году. Всего было выпущено 1400 автомобилей с кузовом купе и 1858 родстеров.
|               |  |             |  |             |  |                |  |                |
| Гоночный W194 |  | Купе 300 SL |  | Купе 300 SL |  | Родстер 300 SL |  | Родстер 300 SL |

#### R121
В 1954 году компания Mercedes-Benz на международной автовыставке в Нью-Йорке представила новый автомобиль Mercedes-Benz 190 SL. Данная модель представляла привлекательную, более доступную альтернативу Mercedes-Benz 300 SL, разделяя её основные идеи и технологические особенности. Сконструирован новый автомобиль был на базе R121 платформы (модификация седана W121). Мощность автомобиля составляла 77 кВт (105 л.с. при 5700 об/мин и 142 Нм при 3200 об/мин)
Автомобиль был доступен в двух вариантах: кабриолет с мягким верхом  (первоначально по цене 16 500 немецких марок / $3998) или съёмной жёсткой крышей с (17,650 немецких марок / $4295).
В период с 1955 по 1963 год было выпущено 25 881 таких автомобилей. В 1963 году и 190SL и 300SL были заменены на Mercedes-Benz 230SL (W113).
|        |  |        |  |        |  |              |  |          |
| 190 SL |  | 190 SL |  | 190 SL |  | Задние места |  | Интерьер |

### W113 «Пагода» (1963–1971)
Летом 1963 года в качестве замены W198 и R121 появился автомобиль Mercedes-Benz 230SL, который получил прозвище «Пагода» из-за формы своей крыши напоминавший китайскую пагоду. Кузов автомобиля представлял собой двухместный купе-кабриолет либо с брезентовой, либо со съёмной металлической крышей. Роскошный двухместный автомобиль мог похвастаться высокой производительностью и оптимальной безопасностью. Почти 70 % всех выпущенных копий были экспортированы и лучше всего продавались в США (40 % от всего производства). В декабре 1966 года появилась модель 250SL, а год спустя более мощная 280SL. Внешне все три модели серии были одинаковыми, но отличались двигателями разного рабочего объёма. В 1971 году они были заменены моделями 350SL и 450SL новой серии.
Всего по март 1971 года было выпущено 48 912 автомобилей.
|        |  |        |  |        |  |        |  |          |
| 230 SL |  | 230 SL |  | 250 SL |  | 280 SL |  | Интерьер |

### R107 (1972–1989)
В 1971 году на смену элегантной «Пагоде» пришла более крупная и «мускулистая» модель R107. Под капотом автомобилей стояли двигатели V8 объёмом 3,5 и 4,5 литров для моделей 350SL и 450SL соответственно. Такие мощные автомобили пользовались огромным успехом в США — 62% от всех автомобилей данной серии. Кузов R107 оказался настолько прочным, что на его базе в 1971 году было создано комфортабельное четырёхместное купе Mercedes-Benz SLC (C107, 350 SLC). В апреле 1973 года и родстер и купе были выпущены на рынок с 4,5-литровым двигателем V8, который генерировал мощность в 165 кВт (225 л.с.).
Нефтяной кризис 1973 года вызвал, год спустя, появление более экономичной шестицилиндровой модели 280SL. В 1980 году 350SL и 450SL были заменены на 380SL и 500SL, а во время последних обновлений 1985 года модели 280SL и 380SL заменили на 300SL и 420SL; появилась модель 560SL (5,6 л., 170 кВт / 230 л.с.), предназначенная только для экспорта в США, Японию и Австралию.
Производство R107 было окончено в августе 1989 года. Об успехе автомобиля можно сказать то, что как и внедорожник Гелендеваген, он держал рекорд по продолжительности производства. За 18 лет было выпущено 237 287 автомобилей (среди них 62 888 в версии купе, 1971—1981).
|        |  |        |  |        |  |        |  |          |
| 280 SL |  | 420 SL |  | 450 SL |  | 560 SL |  | Интерьер |

### R129 (1989–2001)
Несмотря на успех модели R107, к концу 1980-х годов почти двадцатилетний автомобиль морально устарел. Найти удачное решение для замены было непросто, но в итоге была выбрана аэродинамическая схема стреловидной формы на базе четырёхместного кабриолета Mercedes-Benz W124. Автомобиль Mercedes-Benz R129, представленный на Женевском автосалоне в начале 1989 года, имел множество таких новшеств, как независимая подвеска и автоматически поднимающаяся дуга безопасности за сиденьями (впервые в мире открытая машина гарантировала безопасность пассажирам при перевороте). Впервые компания Mercedes-Benz производила эксклюзивные издания для конкретных рынков, а не просто адаптации автомобилей для удовлетворения законодательных требований и эстетических предпочтений стран экспорта. Модельный ряд начинался с двух шестицилиндровых 300SL (140 кВт / 190 л.с.) и 300SL-24, и восьмицилиндрового 500SL (240 кВт / 326 л.с.). В 1992 году его пополнила флагманская серия 600SL с мотором V12 (290 кВт / 394 л.с., 6,1 секунды до 100 км/ч, максимальная скорость 250 км/ч).
В 1993 году компания Mercedes-Benz приняла новую систему классификации автомобилей, при которой буквенный индекс ставится впереди цифрового. Образуется «новый» SL-Класс, модели 500SL и 600SL становятся SL500 и SL600 соответственно, а 300-е были заменены на модели SL280 и SL320. Одновременно случилось ещё одно важное событие: тюнинг-ателье AMG стало официальным партнёром Mercedes-Benz и выпустило свою модель SL60 AMG. В 1995 году автомобили получили фейслифтинг, включающий обновление двигателей и установку 5-скоростной автоматической трансмиссии. В салоне R129 появились боковые подушки безопасности, климат-контроль и электронная система контроля устойчивости.
Последние обновления были произведены в 1998 году. Рядные двигатели на SL280 и SL320 были заменены на V6. В конце 1990-х AMG представил две редчайшие модели (всего построено не более 200 единиц) с двигателями V12 — SL70 AMG (1997) и SL73 AMG (1998). А в 1999 году сама фирма была куплена концерном Daimler AG и взамен SL60 появился SL55 AMG.
Всего за период с 1989 по 2001 год было построено 204 940 автомобилей серии R129.
|        |  |        |  |        |  |        |  |          |
| 500 SL |  | 300 SL |  | SL 500 |  | SL 600 |  | SL73 AMG |

### R230 (2001–2011)
В июле 2001 года на замену модели R129 пришёл новый автомобиль R230, работу над которым начали ещё в 1996 году. Производство началось с 13 октября 2001 с планами выпуска на европейский рынок уже в ноябре того же года. Машина имела такие новшества как активная подвеска (Active Body Control) и самоубирающаяся крыша. Модельный ряд открывался автомобилями SL500, SL600 и SL55 AMG. Последняя оказалась самой удачной и популярной для дочернего производителя Mercedes-Benz. В 2003 году появилась младшая версия SL350 с двигателем V6, а в 2004 — SL65 AMG с V12.
Первое обновление произошло в 2006 году и внешне было чисто косметическим, но под капотом появились новые двигатели для SL350 и SL500 (который в США стал именоваться SL550). Следующая модернизация последовала в 2008 году, в ходе которой автомобиль получил совершенно новый дизайн спереди и обновлённую электронику. Модельный ряд пополнился младшей моделью SL280, остальные модели: SL350, SL500 (SL550 в США), SL600 и SL 65 AMG остались прежними, но популярная SL55 AMG была заменена на SL63 AMG, которая не пользовалась таким же успехом. Помимо этого, в 2008 году на базе R230 была выпущена машины безопасности Формулы 1, а также появилось купе SL65 AMG Black Series, имеющее характеристики суперкара.
Автомобиль превзошёл все самые оптимистические прогнозы компании. К октябрю 2011 года было продано около 170 000 автомобилей Mercedes-Benz R230 (78% — экспорт, из них 45% для США).
|        |  |           |  |        |  |           |  |                        |
| SL 500 |  | SL 55 AMG |  | SL 280 |  | SL 63 AMG |  | SL 65 AMG Чёрная серия |

### R231 (2012–2020)
Автомобили шестого поколения SL-класса начали производиться в 2012 году. Новый Mercedes-Benz R231 легче, чем его предшественник, так как многие детали выполнены полностью из алюминия. Первыми в серии стали SL500 с турбированным двигателем V8 (320 кВт / 435 л.с.) и SL350 с атмосферным мотором V6 (225 кВт / 306 л.с.). В феврале был анонсирован SL63 AMG, а в марте на Женевском автосалоне он был показан одновременно с европейской премьерой SL500 и SL350. В конце месяца был представлен автомобиль SL 65 AMG, а с 31 числа все автомобили семейства официально появились в продаже.
Начальная цена (с учётом 19 % НДС) на SL350 в 2012 году составляла €93 534, на SL500 — €117 096.

R231
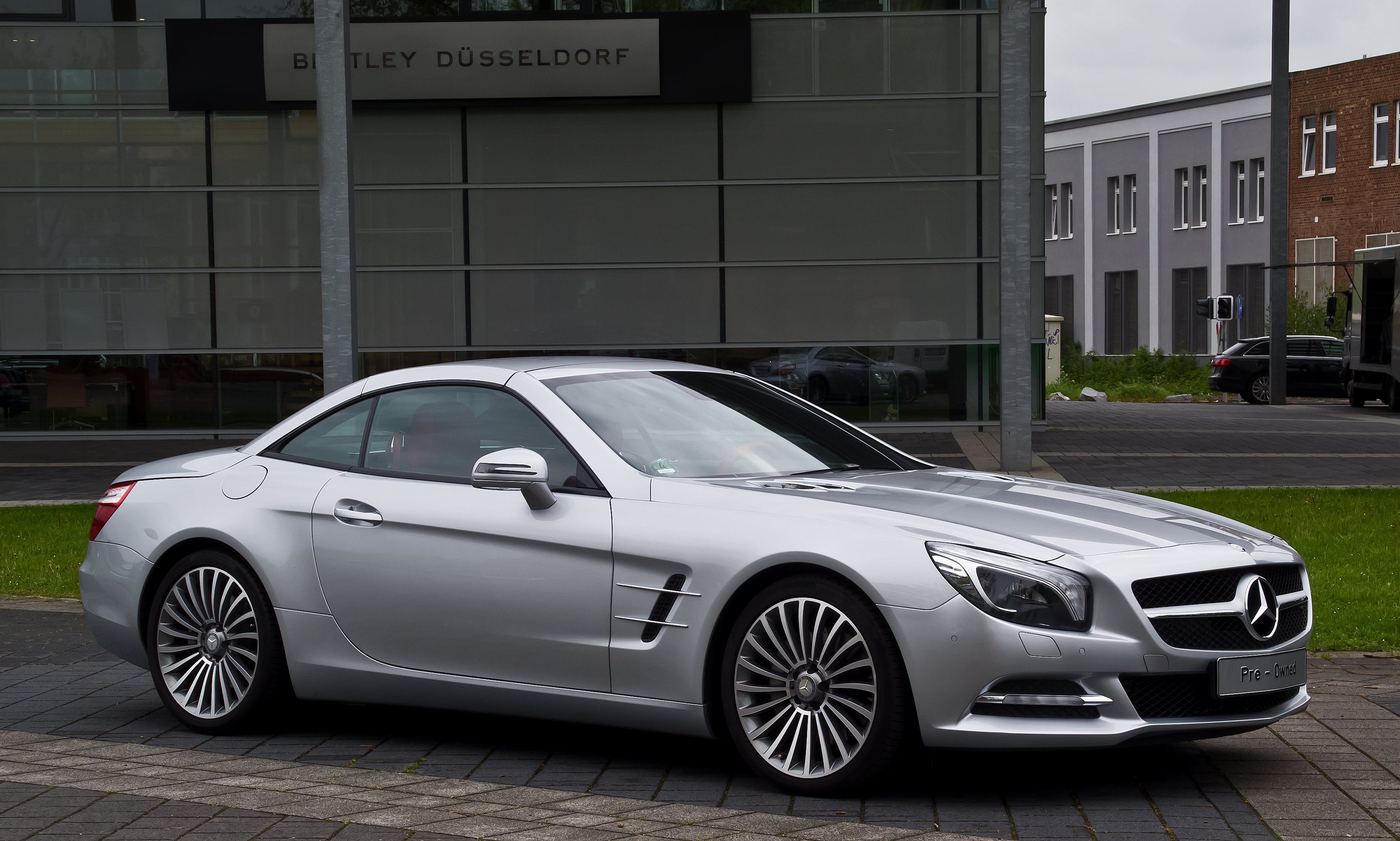
SL 350
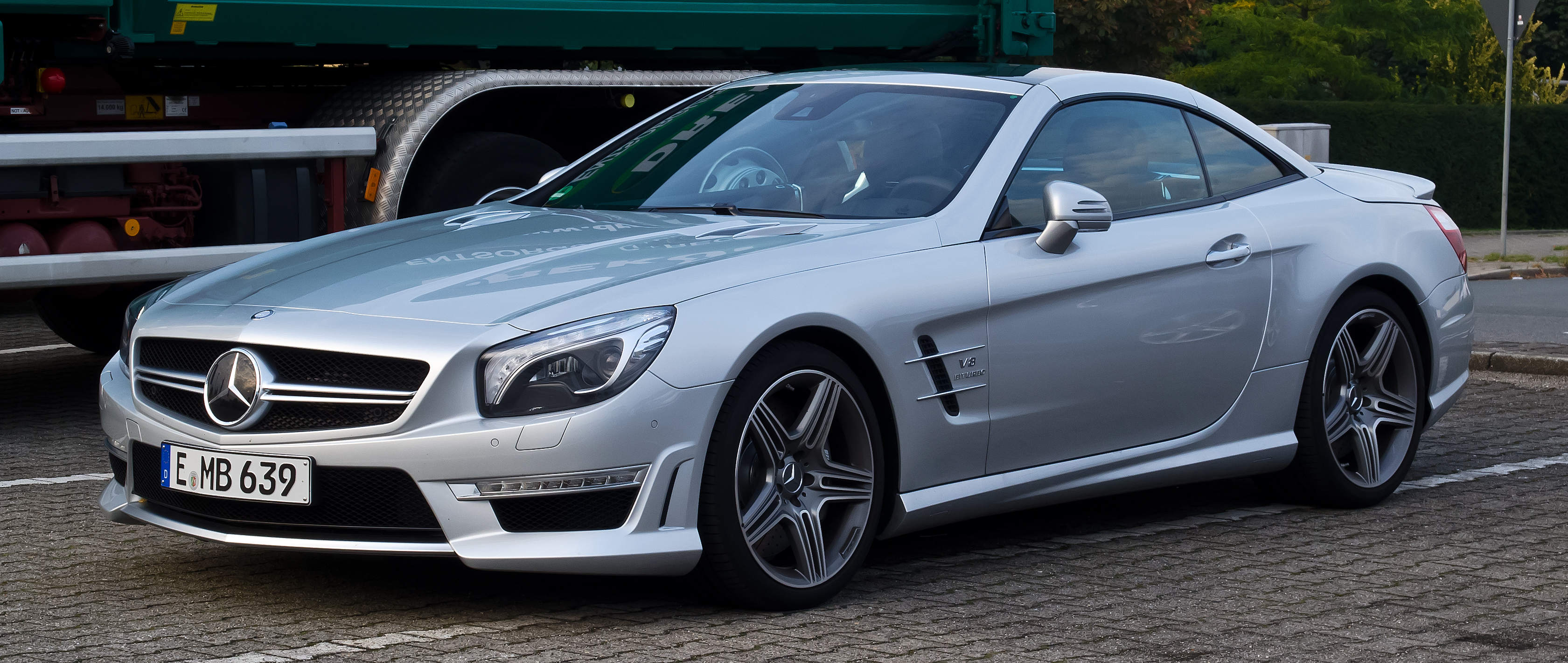
SL 63 AMG
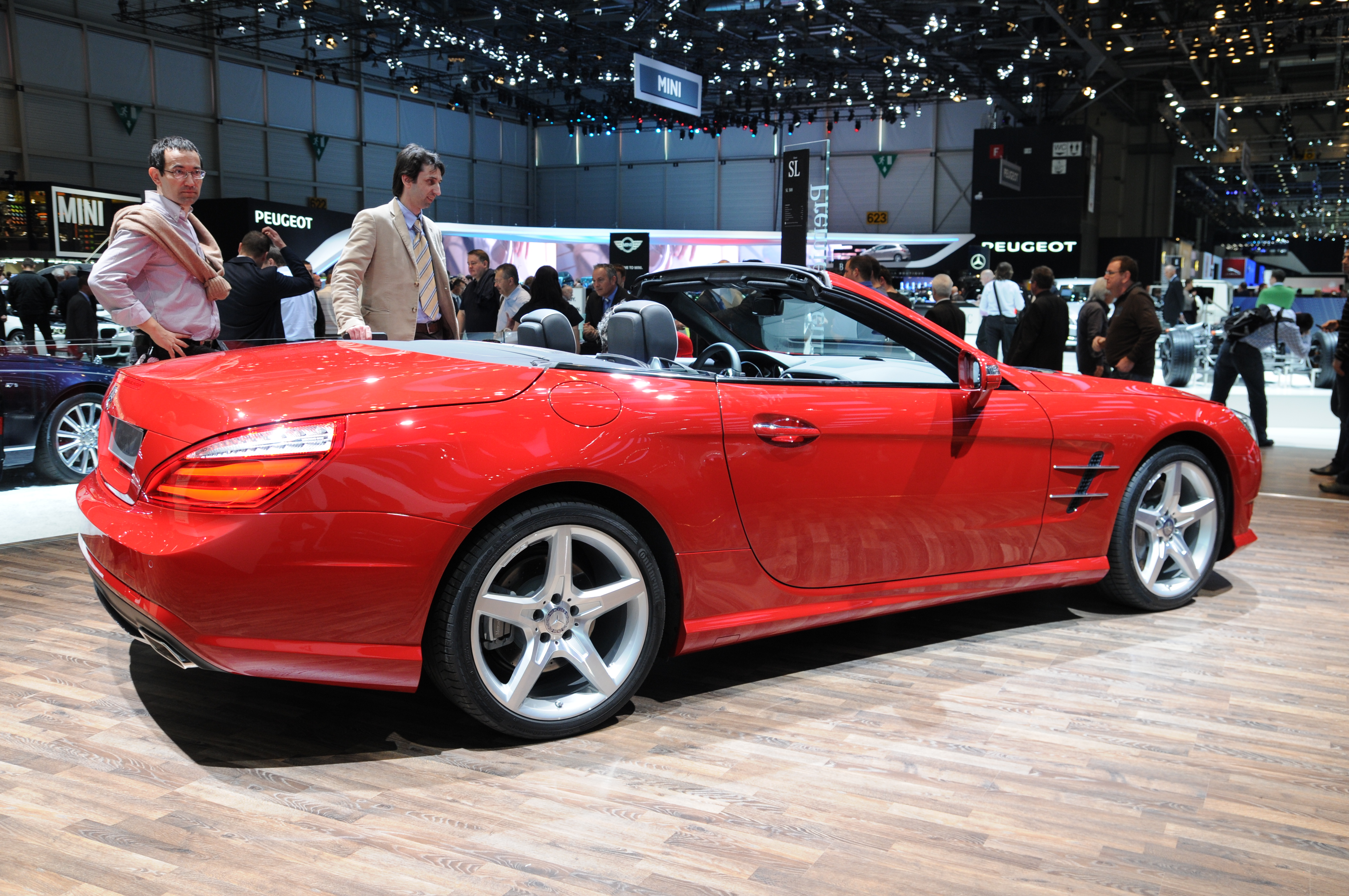
SL 500

### R232 (2022–Настоящее время)
Автомобили седьмого поколения SL-класса начали производиться в 2022 году.
|           |
| SL 63 AMG |

## Продажи
| Календарный год | Продажи в США | Продажи в Канаде |
| --------------- | ------------- | ---------------- |
| 2001            | 4217          | —                |
| 2002            | 13 717        | —                |
| 2003            | 13 318        | —                |
| 2004            | 12 885        | 599              |
| 2005            | 10080         | 417              |
| 2006            | 8462          | 345              |
| 2007            | 6126          | 286              |
| 2008            | 5464          | 398              |
| 2009            | 4025          | 268              |
| 2010            | 1449          | 230              |
| 2011            | 4899          | 191              |
| 2012            | 4899          | 335              |
| 2013            | 7007          | 398              |
| 2014            | 5030          | 344              |

## Звания и награды
Ниже представлен список званий и наград, которые присуждались автомобиля SL-класса:
- Присутствие автомобиля 300SL Gullwing в списке «25 наиболее красивых автомобилей всех времён», составленного журналом Automobile.
- Звание «Наиболее востребованный кабриолет», New York Times.
- Звание «Лучший тестовый кабриолет», New York Times.
- Звание «Наиболее востребованный кабриолет», Edmunds (с ценой более $45,000).
- Награда за лучший дизайн от German Design Council.
- Звание «Лучший из лучших», Robb Report.
- Звание «Лучший кабриолет», SL65 AMG, журнал Chief Executive.
- Звание «Кабриолет мечты», SL65 AMG, New England Motor Press Association.
- Звание «Летний выбор» (англ. Summer Pick), SL65 AMG, NADA Guides.
- Награда «Лучший кабриолет класса люкс» за SL500, Car and Driver TV.
- Присутствие в списке «10 лучших акустических систем» за SL500 от американского издания Edmunds (автомобили с ценой более $30,000).
- Звание «топового спорткара» (SL500) и награда «Удовлетворение от автомобиля» (англ. Vehicle Satisfaction) от издания AutoPacific.
- Награда «Лучшая перепродажа» в классе спорткаров от американского журнала Kiplinger's Personal Finance .
- Присутствие SL600 в списке «Топ-10 автомобилей для CEO» от журнала Chief Executive.
- Звания «Наиболее технологически продвинутого автомобиля года» и «Лучшего автомобильного дизайна года» от журнала Autocar и CNBC TV.
- Премия «Polk Automotive Loyalty Award» (PALA) за 2013 год в сегменте люксовых спорткаров[32].

### Основная
- Frank Barrett. Illustrated Buyer's Guide Mercedes-Benz. — 2-е изд. — США: MBI Publishing, 1998. — (Motorbooks International Illustrated Buyer's Guide series). — ISBN 0760304513.
- Werner Oswald. Mercedes-Benz Personenwagen Band 2 1945–1985. — Штутгарт: Motorbuch Verlag, 2001. — ISBN 3613021684.
- Brian Long. Mercedes-Benz SL & SLC 107 Series 1971 to 1989. — Дорчестер, Великобритания: Veloce Publishing, 2010. — ISBN 9781845842994.
- Brian Long. Mercedes-Benz SL W113 Series 1963 to 1971. — Дорчестер, Великобритания: Veloce Publishing, 2011. — ISBN 9781845843045.
- Brian Long. Mercedes-Benz SL R129 Series. — Дорчестер, Великобритания: Veloce Publishing, 2013. — ISBN 9781845844486.
- Colin Howard. Mercedes Benz SL: 1971–2001. — Хокли, Великобритания: CP Press. — ISBN 9780957194045.
- Colin Howard. Mercedes Benz SL: 2002–2014. — Хокли, Великобритания: CP Press. — ISBN 9780957666443.
- Myles Kornblatt. Mercedes W113: The Complete Story. — Великобритания: The Crowood Press, 2014. — (Crowood AutoClassic Series). — ISBN 9781847976956.
- Chris Bass. Mercedes-Benz 'Pagoda' 230, 250 & 280 SL: W113 series Roadsters & Coupés, 1963-1971. — Veloce Publishing, 2007. — ISBN 9781845841133.
- Chris Bass. Mercedes-Benz 280-560SL & SLC: W107 series Roadsters & Coupés, 1971 to 1989. — Veloce Publishing, 2007. — ISBN 9781845841072.
- R.M. Clarke. Road & Track On Mercedes 1952-1962. — Великобритания: Brooklands Books, 1987. — (Road & Track Series). — ISBN 186982640X.
- R.M. Clarke. Mercedes SLs & SLCs Gold Portfolio 1971-1989. — Великобритания: Brooklands Books, 1990. — (Road Test Portfolio Series). — ISBN 1855200104.
- R.M. Clarke. Mercedes SLs Performance Portfolio 1989-1994. — Великобритания: Brooklands Books, 1996. — (Road Test Portfolio Series). — ISBN 1855202689.
- R.M. Clarke. Mercedes-Benz SLs & SLCs Ultimate Portfolio 1971-1989. — Великобритания: Brooklands Books, 2004. — (Road Test Portfolio Series). — ISBN 1855206773.
- R.M. Clarke. Road & Track Mercedes-Benz SL SLK CLK Portfolio 1990-2003. — Великобритания: Brooklands Books, 2004. — (Road & Track Series). — ISBN 1855206536.
- R.M. Clarke. Mercedes 230SL - 250SL - 280SL Ultimate Portfolio 1963-1971. — Великобритания: Brooklands Books, 2010. — (Road Test Portfolio Series). — ISBN 9781855208865.
- Günter Egelen. Mercedes-Benz Personenwagen Band 3 Seit 1986. — Motorbuch Verlag, 2002. — ISBN 3613021692.
- Eberhard Kittler. Typenkompass Mercedes-Benz Band 1. Personenwagen 1945 - 1975. — Motorbuch Verlag, 2000. — ISBN 361302019X.
- Eberhard Kittler. Typenkompass Mercedes-Benz Band 2. Personenwagen seit 1976. — Motorbuch Verlag, 2002. — ISBN 3613022095.
- Bernd S. Koehling. Mercedes-Benz, The modern SL cars: From the R107 to the R231. — CreateSpace, 2013. — ISBN 9781484108246.
- Bernd S. Koehling. Mercedes-Benz, The early SL cars: From the 300SL and 190SL to the 230SL-280SL. — 2-е изд. — CreateSpace, 2014. — ISBN 9781484180563.
- Myles Kornblatt. Mercedes W113: The Complete Story. — The Crowood Press, 2014. — ISBN 9781847976956.
- Fred Larimer. Mercedes-Benz Buyer's Guide: Roadsters, Coupes, and Convertibles. — США: MBI Publishing, 2004. — ISBN 0760318115.
- Andrew Noakes. Mercedes SL Series: The Complete Story. — Великобритания: The Crowood Press, 2004. — (Crowood AutoClassic Series). — ISBN 9781861266736.
- James Taylor. Mercedes-Benz since 1945: A Collector's Guide. — Великобритания: Motor Racing Publications, 1985. — С. 8–24, 63–76, 103–136, 139–144. — ISBN 0900549955.
- James Taylor. Mercedes-Benz since 1945: A Collector's Guide. — Великобритания: Motor Racing Publications, 1985. — Т. 2. — С. 9–26, 73–84, 126–132, 135, 140–141, 143. — ISBN 0900549963.
- James Taylor. Mercedes-Benz since 1945: A Collector's Guide. — Великобритания: Motor Racing Publications, 1987. — Т. 3. — С. 9–60, 61–88, 127–129, 132–134, 139–140. — ISBN 0900549971.
- James Taylor. Mercedes-Benz since 1945: A Collector's Guide. — Великобритания: Motor Racing Publications, 1994. — Т. 4. — С. 8–16. — ISBN 0947981772.
- James Taylor. Mercedes-Benz: Cars of the 1990s. — Великобритания: The Crowood Press, 2009. — С. 8–20, 36–51. — (Crowood AutoClassic Series). — ISBN 9781847970961.
- James Taylor. Factory-Original Mercedes SL: The originality guide to Mercedes-Benz SL models, 1963-2003. — Великобритания: Herridge & Sons, 2013. — ISBN 9781906133436.

### Сервисные книги, руководство пользователя
- Thomas Mellon. Chilton Mercedes: Coupes/Sedans/Wagons, 1974-84 Repair Manual. — США: Chilton, 2001. — (Chilton Total Car Care Series). — ISBN 0801990769.
- Steve Schauwecker; John H. Haynes. Mercedes-Benz 350 and 450: 1971 thru 1980 3.5 and 4.5 liter V8: 350 SL, 450 SE, 450 SEL, 450 SL, 450 SLC: series 107 and 116 models with fuel-injected V8 engines and automatic transmissions. — Великобритания: Haynes, 1987. — (Haynes Service and Repair Manual Series). — ISBN 0856966983.
- Mercedes-Benz Technical Companion. — США: Bentley Publishers, 2005. — 402 с. — ISBN 9780837610337.